# 메시에 94
메시에 94(Messier 94)는 사냥개자리에 있는 나선 은하이다.

## 같이 보기
- 메시에 천체 목록